# Ostrvo (roman)
Ostrvo je roman bosanskohercegovačkog književnika Meše Selimovića, objavljen 1974. godine. Po svojoj problematici Ostrvo je sažeto izlaganje onoga što je već rečeno u romanima Derviš i smrt i Tvrđava.

## O djelu
Antropološki pesimist u bosanskohercegovačkoj književnosti bio je Meša Selimović. Njegovo manje poznato prozno ostvarenje, neveliko po obimu, ali zato krcato samoćom, čamotinjom i nespokojem, jeste roman Ostrvo. Sastoji se od osamnaest zasebnih cjelina. Svako zaglavlje može se shvatiti kao jedna posebna kratka priča. Svako u sebi nosi neki događaj, neku pouku, uglavnom je o samoći i otuđenosti. To su varijacije na temu običnog života dvoje običnih ljudi, a govore o moralnim i egzistencijalnim problemima, o ljubavi, mržnji, ravnodušnosti, etici, životu, starosti, smrti. Svaka cjelina je jedan vid, jedna mogućnost ljudskog života, života dvoje glavnih likova i svačijeg.
U romanu Ostrvo radnja je smještena u suvremeno doba, kada je Selimović živio i stvarao. U središtu čitkog, ali vrlo nelagodnog i naposljetku silno tužnog teksta ostarjeli je bračni par; Katarina i Ivan Marić, pod stare se dane povlače u osamu, u izolaciju neimenovanog otoka, koji nikad nije bio njihov, kojem oni nikad neće pripadati. To dvoje neostvarenih, razočaranih i u međuvremenu depresivnih ljudi koji se jedva podnose, više od vlastite smrti priželjkuju nestanak onog drugog, a istodobno se baš toga užasavaju, jer izgubili su sve i upravo o bračnom partneru ovise. Dva odrasla sina ostala su im u gradu, obojica situirani i poslovno realizirani, ali otuđeni od roditelja, kao i od svojih supruga, zarobljeni u posve besmislenim brakovima.
Roman je tjeskoban kompendij subjektivnih nezadovoljstava, raznolikih patologija i zastrašujućih bračnih odnosa u kakvima životare Marići, njihovi sinovi, ali i otočka susjeda, supruga imućnog ljekarnika Ružića. Selimovićevi likovi iz inercije se ili pak zbog straha od nepoznatog odlučuju ostati u lošoj vezi, čak i kad im se pruži prilika za potpuniji i moguće sretniji odnos. Njihov stariji sin, zaljubljen u kolegicu s posla, lakše se odlučuje za smrt nego razvod, ljekarnikova supruga neće poći s mladićem kojeg voli, već pristaje na posve apsurdnu situaciju, prepustivši se zatočeništvu u vili svog patrijarhalnog supruga.
Ova Selimovićeva egzistencijalna drama ne govori o svojevoljnom osamljivanju, nego naprotiv o samovanju u paru i unutar obitelji, među bliskim ljudima, o razarajućem osjećaju napuštenosti, nevoljenosti, isključenosti. Selimović u ovom romanu izlaže, kroz pripovijesti doduše, svoju filozofiju života.
Roman Ostrvo je po svojoj problematici sažeto izlaganje onoga što je već rečeno u romanima Derviš i smrt i Tvrđava. Katarina i Ivan Marić izgledaju kao Ahmet i Tijana, ali u poodmaklim godinama života. Ivan nosi u sebi sumnje i strah Ahmeta Nurudina iz romana Derviš i smrt, dok je Katarina kršćanka kao i Tijana iz romana Tvrđava.

## Vanjske poveznice
- Ostrvo